# Formyl

formylová (aldehydová) skupina

Formyl je v organické chemii acylová funkční skupina formálně odvozená od kyseliny mravenčí odtržením hydroxylové skupiny. Její vzorec je HCO-, názorněji -CH=O. Systematický, avšak nepreferovaný, název je methanoyl.
Proces zavedení formylové skupiny do molekuly se nazývá formylace.
Je-li formylová skupina připojena k uhlíkovému atomu vázanému pouze k dalším atomům uhlíku či vodíku, jedná se o skupinu aldehydovou.

## Příklady sloučenin
- N-formylmethionin